# Yurikuma arashi
Yurikuma arashi (ユリ熊嵐? lett. "La tempesta delle orse-giglio") è una serie televisiva anime prodotta dalla Silver Link e diretta da Kunihiko Ikuhara, trasmessa in Giappone tra il 5 gennaio e il 30 marzo 2015. Un adattamento manga di Akiko Morishima ha iniziato la serializzazione sul Comic Birz della Gentosha il 28 febbraio 2014. Una serie di light novel, basata sull'anime, è stata pubblicata agli inizi del 2015.

## Trama
Molto tempo fa, un pianeta lontano di nome Kumaria esplose, provocando una pioggia di meteoriti che cadde sulla Terra. A causa di ciò gli orsi diventarono violenti ed iniziarono ad attaccare gli esseri umani, i quali costruirono il Muro dell'Estinzione (断絶の壁?, Danzetsu no Kabe) per difendersi. Diversi anni dopo, le orse Ginko Yurishiro e Lulu Yurigasaki si travestono da umane e riescono ad essere ammesse nell'accademia Arashigaoka, dove la prima si interessa a una ragazza di nome Kureha Tsubaki.

## Personaggi

### Personaggi principali

Kureha, Ginko e Lulu

Kureha Tsubaki (椿輝 紅羽?, Tsubaki Kureha)
Doppiata da: Nozomi Yamane
Una studentessa del secondo anno dell'accademia Arashigaoka che prova un forte odio nei confronti degli orsi. È innamorata di Sumika e, dopo che questi viene mangiata da Mitsuko, si rifiuta di farsi dei nuovi amici.
Ginko Yurishiro (百合城 銀子?, Yurishiro Ginko)
Doppiata da: Miho Arakawa
Un'orsa che può assumere sembianze umane e che riesce ad accedere all'accademia Arashigaoka come studentessa straniera. È interessata a Kureha, in quanto più tardi si scopre che un tempo era un'amica di lei e di sua madre.
Lulu Yurigasaki (百合ヶ咲 るる?, Yurigasaki Ruru)
Doppiata da: Yoshiko Ikuta
Un'altra orsa che si trasferisce nella stessa scuola di Kureha insieme a Ginko, per la quale sembra avere una cotta. Una volta era la principessa del regno degli orsi, ma dopo che il suo fratellino morì a causa della sua stessa invidia, decise di andarsene per aiutare Ginko ad ottenere l'amore di Kureha. Più tardi viene uccisa dalla Tempesta Trasparente mentre protegge Ginko.

### Accademia Arashigaoka
Sumika Izumino (泉乃 純花?, Izumino Sumika)
Doppiata da: Yui Ogura
Una compagna di classe, amica ed amante di Kureha che viene presumibilmente uccisa da Ginko e Lulu. In realtà, più tardi si scopre che è stata mangiata da Mitsuko.
Mitsuko Yurizono (百合園 蜜子?, Yurizono Mitsuko)
Doppiata da: Aoi Yūki
La rappresentante di classe di Kureha e Sumika. È un'altra orsa che si mangia Sumika e che, dopo aver tentato di divorare anche Kureha, viene colpita dal fucile di quest'ultima. Più tardi appare davanti a Ginko come "spettro del desiderio", anche se poi alla fine viene rifiutata da lei.
Konomi Yurikawa (百合川 このみ?, Yurikawa Konomi)
Doppiata da: Ami Koshimizu
Una compagna di classe di Kureha, nonché un'altra orsa che prova qualcosa per Mitsuko. Tenta di attaccare Kureha piena di invidia per le attenzioni di Mitsuko nei suoi confronti, ma viene sparata alla testa proprio da quest'ultima. Più tardi il suo corpo viene ritrovato e trasformato in un cyborg dalla Tempesta Trasparente per alimentare un grosso cannone. Dopo la fuga di Kureha e Ginko, viene buttata via, perché etichettata come "difettosa", dalla Tempesta Trasparente, ma viene ritrovata da Uchiko. Le due formano quindi una nuova amicizia insieme.
Kaoru Harishima (針島 薫?, Harishima Kaoru)
Doppiata da: Yōko Hikasa
Una compagna di classe di Kureha che fa parte della Tempesta Trasparente, cioè un gruppo di studentesse che esclude chiunque venga considerato malvagio, non seguendo le loro regole sociali. Inizialmente prepara un piano per manipolare Sumika ed escludere Kureha, ma più tardi viene uccisa da Yuriika.
Yuriika Hakonaka (箱仲 ユリーカ?, Hakonaka Yurīka)
Doppiata da: Kikuko Inoue
Un'insegnante dell'accademia Arashigaoka che era un'amica intima di Reia. È un'orsa che era cresciuta nell'accademia e che aveva stretto amicizia con Reia, per poi essersi sentita tradita da lei ed essersela mangiata in un momento di rabbia. Più tardi, anche lei viene uccisa dalla Tempesta Trasparente.
Eriko Oniyama (鬼山 江梨子?, Oniyama Eriko)
Doppiata da: Mariya Ise
Un membro della Tempesta Trasparente che viene mangiato da Ginko e Lulu.
Chōko Ōki (大木 蝶子?, Ōki Chōko)
Doppiata da: Rie Murakawa
La leader della Tempesta Trasparente che dà vita a un'organizzazione nota come KMTG per eliminare gli orsi. È disposta a tutto pur di ottenere ciò che vuole.
Katyusha Akae (赤江 カチューシャ?, Akae Kachūsha)
Doppiata da: Miku Itō
Un altro membro della Tempesta Trasparente che viene mangiato da Ginko e Lulu.
Uchiko Ai (亜依 撃子?, Ai Uchiko)
Doppiata da: Aina Yasukuni
Un membro della Tempesta Trasparente ai comandi del cannone della KMGT. Alla fine della serie, vede Kureha e Ginko fuggire oltre il Muro dell'Estinzione, ragion per cui decide di lasciar perdere la Tempesta Trasparente dopo che Chōko mente alle altre dicendole che le nemiche sono morte. Poco dopo, Uchiko stringe quindi amicizia con la respinta Konomi.

### Judgemens
Un gruppo di orsi maschi che risiede nel Tribunale dell'Estinzione (断絶のコート?, Danzetsu no Kōto), ovvero un luogo tra il mondo umano e quello degli orsi in cui Ginko e Lulu cercano di superare le cosiddette prove yuri (ユリ裁判?, yuri saiban) per ottenere l'approvazione yuri.
Life Sexy (ライフ·セクシー?, Raifu Sekushī)
Doppiato da: Jun'ichi Suwabe
Il giudice presidente dei Judgemens. Parla sempre in maniera sensuale e ripete spesso la frase "Questo sì che è sexy, shabadadoo!" (それがセクシー、シャバダドゥ！?, Sore ga sekushī, shabadadu!).
Life Cool (ライフ·クール?, Raifu Kūru)
Doppiata da: Mitsuki Saiga
L'accusatore dei Judgemens. Porta gli occhiali e parla sempre in maniera calma e composta, anche se di solito tende ad agitarsi davanti al comportamento di Life Beauty.
Life Beauty (ライフ·ビューティー?, Raifu Byūtī)
Doppiato da: Kazutomi Yamamoto
L'avvocato difensore dei Judgemens. Dall'aspetto più giovane rispetto ai suoi due colleghi, parla sempre in maniera infantile e valuta la bellezza più di ogni altra cosa.

### Altri personaggi
Reia Tsubaki (椿輝 澪愛?, Tsubaki Reia)
Doppiata da: Aya Endō
La defunta madre di Kureha che anche lei aveva frequentato l'accademia Arashigaoka. Più tardi si scopre che è stata uccisa da Yuriika poco dopo aver affidato il ciondolo che aveva ricevuto da lei a Ginko.
Mirun (みるん?)
Doppiata da: Rie Kugimiya
Il fratello minore di Lulu e il principe dell'impero degli orsi. È morto dopo essere stato punto da un'ape mentre cercava di ottenere un Bacio della Promessa per sua sorella.
Kumaria (クマリア?)
Doppiata da: Yui Ogura
Una dea che vigilava sia sul mondo degli umani, sia su quello degli orsi sotto forma di meteora. Dopo che la meteora venne distrutta, gli orsi insorsero contro gli umani e il suo ruolo fu svolto dai Judgemens. Più tardi, grazie all'amore sincero di Kureha e Ginko, Kumaria riassume ancora una volta la sua integrità, apparendo davanti alle due con l'aspetto di Sumika ed esaudendo il desiderio di Kureha di voler diventare un'orsa.

## Media

### Media cartacei
L'adattamento manga, disegnato da Akiko Morishima e caratterizzato da una trama completamente differente da quella dell'anime, ha iniziato la serializzazione sulla rivista Comic Birz della Gentosha il 28 febbraio 2014. Il primo volume tankōbon è stato pubblicato il 21 novembre 2014.
| Nº | Data di prima pubblicazione | Data di prima pubblicazione | Data di prima pubblicazione |
| Nº | Giapponese                  | Giapponese                  |                             |
| -- | --------------------------- | --------------------------- | --------------------------- |
| 1  | 21 novembre 2014            | ISBN 978-4-344-83256-5      |                             |
| 2  | 24 luglio 2015              | ISBN 978-4-344-83480-4      |                             |
| 3  | 24 maggio 2016              | ISBN 978-4-344-83711-9      |                             |

La serie di light novel è stata scritta da Kunihiko Ikuhara, Takayo Ikami e Kei Takahashi con le illustrazioni di Akiko Morishima. Il primo volume è stato pubblicato dalla Gentosha il 19 gennaio 2015, mentre il secondo è uscito il 31 marzo sempre del 2015.
| Nº | Data di prima pubblicazione | Data di prima pubblicazione | Data di prima pubblicazione |
| Nº | Giapponese                  | Giapponese                  |                             |
| -- | --------------------------- | --------------------------- | --------------------------- |
| 1  | 19 gennaio 2015             | ISBN 978-4-344-83334-0      |                             |
| 2  | 31 marzo 2015               | ISBN 978-4-344-83400-2      |                             |

### Anime
La serie televisiva è stata annunciata per la prima volta da Kunihiko Ikuhara ad un evento tenutosi il 23 marzo 2013, durante il quale è stato mostrato anche un breve filmato a porte chiuse. L'anime, prodotto dalla Silver Link con il character design sviluppato da Etsuko Sumimoto, è andato in onda sulle televisioni giapponesi dal 5 gennaio al 30 marzo 2015. Le sigle di apertura e chiusura sono rispettivamente Ano mori de matteru (あの森で待ってる? lett. "Ho aspettato in quella foresta") di Bonjour Suzuki e Territory di Miho Arakawa, Yoshiko Ikuta e Nozomi Yamane. Gli episodi sono stati trasmessi in streaming, in contemporanea col Giappone, da Crunchyroll in varie parti del mondo, tra cui l'Italia, dalla Funimation in America del Nord e dalla Madman Entertainment in Australia e in Nuova Zelanda. In particolare, la Funimation ha trasmesso in streaming anche una versione doppiata in inglese a partire dal 16 marzo 2015.

#### Episodi
| Nº  | Titolo italiano Giapponese 「Kanji」 - Rōmaji                                                                                    | In onda          | In onda |
| Nº  | Titolo italiano Giapponese 「Kanji」 - Rōmaji                                                                                    | Giapponese       |         |
| 1   | Non rinuncerò ai sentimenti 「私はスキをあきらめない」 - Watashi wa suki o akiramenai                                            | 5 gennaio 2015   |         |
| 2   | Anche se mi costasse la vita, non vi perdonerò 「このみが尽きても許さない」 - Kono mi ga tsukitemo yurusanai                     | 12 gennaio 2015  |         |
| 3   | La Tempesta Trasparente 「透明な嵐」 - Tōmei na arashi                                                                           | 19 gennaio 2015  |         |
| 4   | Io non posso ricevere il Bacio 「私はキスがもらえない」 - Watashi wa kisu ga moraenai                                            | 26 gennaio 2015  |         |
| 5   | Voglio tenerti tutta per me 「あなたをヒトリジメしたい」 - Anata o hitorijime shitai                                             | 2 febbraio 2015  |         |
| 6   | La figlia della Luna e la figlia della Foresta 「月の娘と森の娘」 - Tsuki no musume to mori no musume                            | 9 febbraio 2015  |         |
| 7   | La bambina che ho dimenticato 「私が忘れたあの娘」 - Watashi ga wasureta ano musume                                              | 16 febbraio 2015 |         |
| 8   | La sposa nel cassetto 「箱の花嫁」 - Hako no hanayome                                                                            | 23 febbraio 2015 |         |
| 8.5 | 「今すぐ、あなたに会いたい！ガウガウ！」 - Ima sugu, anata ni aitai! Gau gau! – "Ti voglio incontrare proprio ora! Groar groar!" | 2 marzo 2015     |         |
| 9   | Il futuro di quelle ragazze 「あの娘たちの未来」 - Ano musume-tachi no mirai                                                     | 9 marzo 2015     |         |
| 10  | La porta dell'amicizia 「ともだちの扉」 - Tomodachi no tobira                                                                    | 16 marzo 2015    |         |
| 11  | Il nostro desiderio 「私たちの望むことは」 - Watashi-tachi no nozomu koto wa                                                     | 23 marzo 2015    |         |
| 12  | Yurikuma arashi 「ユリ熊嵐」 - Yurikuma arashi                                                                                   | 30 marzo 2015    |         |

#### Pubblicazioni
Gli episodi di Yurikuma arashi sono stati raccolti in sei volumi BD/DVD, distribuiti in Giappone per il mercato home video tra il 25 marzo e il 26 agosto 2015.
| Volume | Episodi | Data di pubblicazione |
| ------ | ------- | --------------------- |
| 1      | 1–2     | 25 marzo 2015         |
| 2      | 3–4     | 24 aprile 2015        |
| 3      | 5–6     | 27 maggio 2015        |
| 4      | 7–8     | 24 giugno 2015        |
| 5      | 9–10    | 24 luglio 2015        |
| 6      | 11–12   | 26 agosto 2015        |